# Ali Şahin
Ali Şahin (ur. 20 maja 1944) – turecki zapaśnik walczący w stylu wolnym. Olimpijczyk z Monachium 1972, gdzie zajął czwarte miejsce w kategorii do 68 kg.
Brązowy medalista mistrzostw Europy w 1973 roku.